# Kuc jawajski

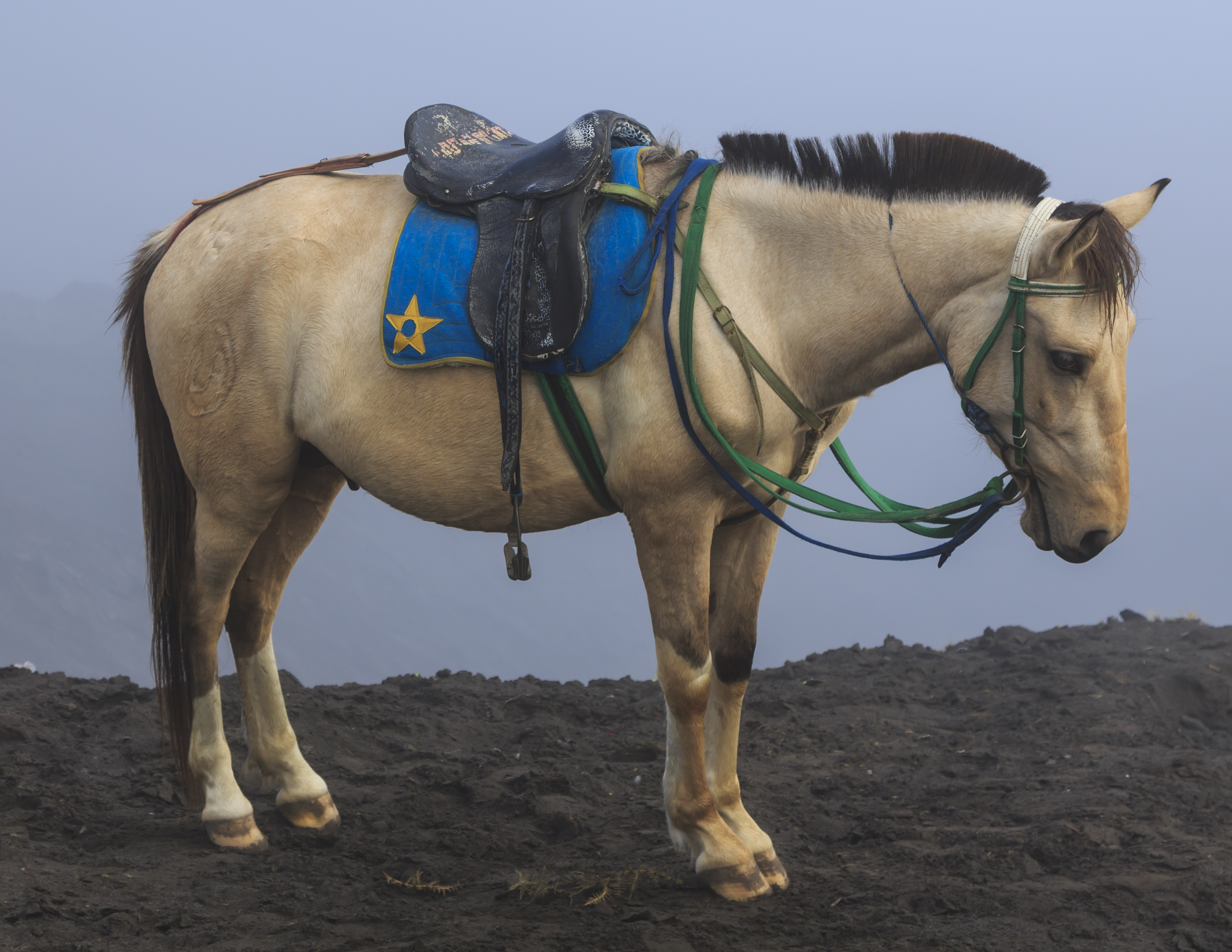
Kuc jawajski

Kuc jawajski – pochodzi z Indonezji z XVII w. Mierzy do 125 cm (od kłębu). Jego druga nazwa tokumingan. Są to kuce gorącokrwiste. Mają spokojny charakter i nadają się dla dzieci. Należą do kłusaków. Mają pustynną naturę i są odporne na niezwykle wysokie temperatury. Są to kuce odporne, szczupłe, mocne o lekkiej sylwetce. Mają krótką ale mocna szyję. Ogon osadzony jest wysoko i uniesiony do góry. Klatka piersiowa jest głęboka, grzbiet długi a zad delikatnie opada. Nogi mają bardzo mocne o długich nadpęcinach. W Indonezji są wykorzystywane do sados, czyli indonezyjskich końskich taksówek.